# Valentin Debise

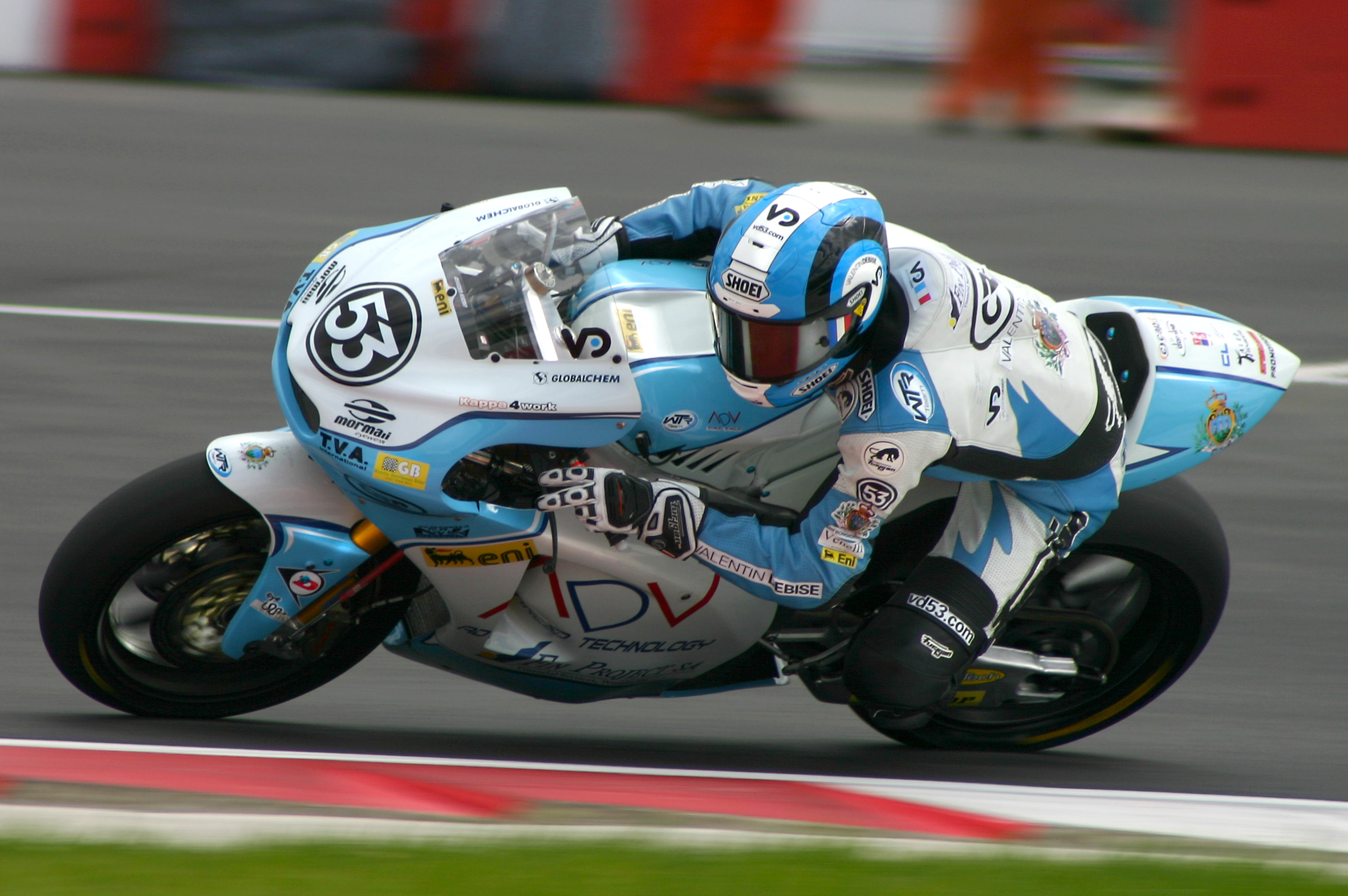
Valentin Debise op Silverstone in 2010.

Valentin Debise (Albi, 12 februari 1992) is een Frans motorcoureur.

## Carrière
Debise begon zijn motorsportcarrière op elfjarige leeftijd in de 50cc. In 2004 kwam hij uit in het Spaanse 70cc-kampioenschap, en in 2005 reed hij in hetzelfde land in de 80cc-klasse. In 2006 reed hij in Frankrijk in het 125cc-kampioenschap, waar hij in 2007 tweede werd in het kampioenschap. Dat jaar maakte hij tevens zijn debuut in de 125cc-klasse van het wereldkampioenschap wegrace tijdens zijn thuisrace op een Honda, maar hij startte de race niet. In 2008 werd hij kampioen in het Franse 125cc-kampioenschap. Dat jaar schreef hij zich opnieuw in voor het WK 125cc in zijn thuisrace op een KTM, maar startte hij opnieuw de race niet.
In 2009 nam hij vanaf de derde race in Spanje deel aan het wereldkampioenschap wegrace, maar ditmaal in de 250cc-klasse op een Honda. Hij scoorde achtmaal punten, maar kwam nooit hoger dan een viertal dertiende plaatsen. Met 18 punten eindigde hij op plaats 21 in het klassement. In 2010 ging het kampioenschap verder onder de naam Moto2, waarin Debise op een ADV uitkwam. Hij scoorde geen punten en een zestiende plaats in de Grand Prix van Duitsland was zijn beste resultaat. In 2011 stapte hij over naar een FTR en was een achttiende plaats in Italië zijn beste klassering.
In 2012 stapte Debise over naar het wereldkampioenschap Supersport, waarin hij op een Honda aan tien van de dertien races deelnam. Een achtste plaats op Donington Park was zijn beste resultaat, waardoor hij met 10 punten op plaats 28 in het klassement eindigde. Tevens reed hij dat jaar in de stocksport-klasse van het wereldkampioenschap endurance, waarin hij tweede werd. In 2013 werd hij tweede in het Franse Supersport-kampioenschap. Tevens was hij dat jaar ingeschreven voor twee races in het WK Supersport op een Honda als vervanger van Gábor Talmácsi. Op het Autodromo Enzo e Dino Ferrari ging hij echter niet van start, terwijl de race op de Moscow Raceway werd afgelast.
In 2014 nam Debise opnieuw deel aan het Franse Supersport-kampioenschap, waarin hij zevende werd. Tevens reed hij dat jaar in de laatste vijf races van het WK Supersport op een Honda als vervanger van Fraser Rogers. Hij scoorde tweemaal punten met veertiende plaatsen op het Autódromo Internacional do Algarve en het Circuito Permanente de Jerez en werd zo met vier punten 28e in het eindklassement. In 2015 reed hij opnieuw in de Franse Supersport, waarin hij zesde werd.
In 2016 maakte Debise de overstap naar de Supersport-klasse van de MotoAmerica, waarin hij op een Suzuki reed. Hij won een race op Road America en behaalde negen andere podiumplaatsen. Met 246 punten werd hij achter Garrett Gerloff en J.D. Beach derde in de eindstand. In 2017 bleef hij hier rijden en behaalde hij behaalde twee zeges op Road Atlanta en het Miller Motorsports Park. Daarnaast stond hij in twaalf andere races op het podium. Met 268 punten werd hij opnieuw achter Gerloff en Beach derde in het klassement. In 2018 miste hij zeven van de zeventien races, maar miste in de overige races slechts een keer het podium. Hij behaalde twee zeges op Road America en het Pittsburgh International Race Complex, waardoor hij met 182 punten achter Beach en Hayden Gillim voor de derde achtereenvolgende keer derde werd in de eindstand.
In 2019 wilde Debise binnen de MotoAmerica overstappen naar de superbike-klasse, maar had hij hiertoe geen mogelijkheden en verliet hij het kampioenschap. Wel reed hij dat jaar in diverse klassen van het Amerikaanse AFM-kampioenschap. In 2020 maakte hij de overstap naar het Frans kampioenschap superbike, waarin hij op een Kawasaki reed. Hij won vier races: twee op het Circuit Magny-Cours en een op zowel het Circuit Pau-Arnos als het Circuit Paul Armagnac. Met 188 punten werd hij derde in het eindklassement. Tevens maakte hij dat jaar zijn debuut in het wereldkampioenschap superbike op een Kawasaki tijdens de races op het Circuit de Barcelona-Catalunya en Magny-Cours als vervanger van de geblesseerde Sandro Cortese. In de eerste race op Magny-Cours behaalde hij twee punten met een veertiende plaats, waardoor hij op plaats 27 in het klassement eindigde.